# Historia futura

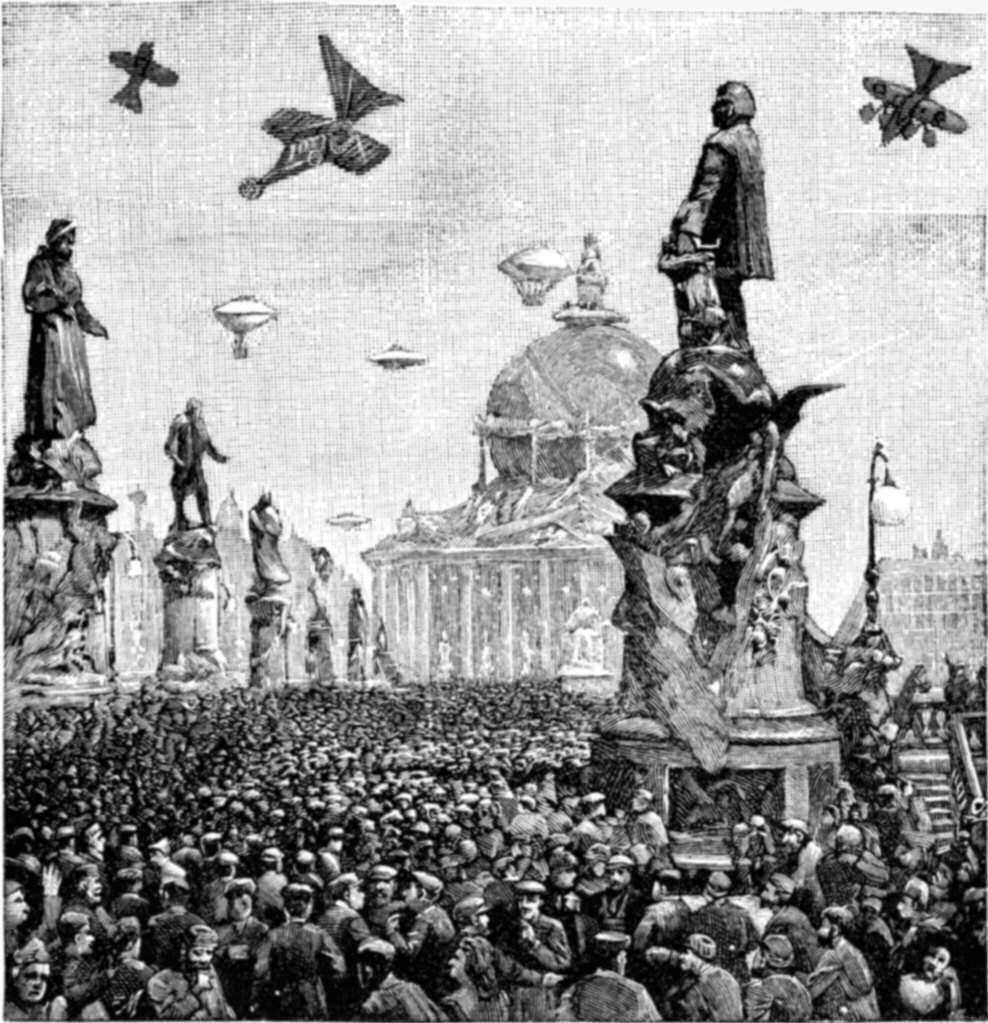
Un París imaginado en el futuro de 1911, en la novela El fin del mundo (La Fin du monde, 1894) de Camille Flammarion.

Una historia futura es una historia postulada del futuro y la utilizan los autores de ciencia ficción y otras ficciones especulativas para construir un trasfondo común para la ficción. A veces, el autor publica una cronología de los acontecimientos de la historia, mientras que otras veces el lector puede reconstruir el orden de las historias a partir de la información proporcionada.

## Contexto
El término parece haber sido acuñado por John W. Campbell, Jr., editor de Astounding Science Fiction, en la edición de febrero de 1941 de esa revista, en referencia a Future History de Robert A. Heinlein. Generalmente se atribuye a Neil R. Jones el mérito de ser el primer autor en crear una historia futura.
Un conjunto de historias que comparten un trasfondo pero que en realidad no se preocupan por la secuencia de la historia en su universo no se suelen considerar historias futuras. Por ejemplo, ni la Saga Vorkosigan de Lois McMaster Bujold ni los cuentos cortos de los años 70 de George R. R. Martin se consideran generalmente historias futuras, pese a que compartan un telón de fondo. Las historias independientes que trazan un arco histórico tampoco se suelen considerar historias futuras.
Anteriormente, se publicaron algunas obras que constituían historia futura en un sentido más literal, es decir, historias o libros completos que pretendían ser extractos de un libro de historia del futuro y que estaban escritos en forma de libro de historia (sin protagonistas personales sino descripciones del desarrollo de naciones y sociedades a lo largo de décadas y siglos. Dichas obras incluyen:
- La invasión sin paralelo (1914), de Jack London, que describe una guerra devastadora entre una alianza de naciones occidentales y China en 1975, que termina con un genocidio total de los chinos. Se describe en una breve nota a pie de página como un "Extracto de Certain Essays in History de Walt Mervin".
- La guerra contra la Luna (1928), de André Maurois, donde un grupo de conspiradores bien intencionados pretenden evitar una devastadora guerra mundial uniendo a la humanidad en el odio a un enemigo lunar ficticio, sólo para descubrir que la Luna está realmente habitada y que ellos, sin saberlo, habían desencadenado la primera guerra interplanetaria. Esto también se describe explícitamente como un extracto de un futuro libro de historia.
- The Shape of Things to Come (1933), de H. G. Wells, la obra más ambiciosa de este subgénero, escrita en forma de libro de historia publicado en el año 2106 y, a la manera de un libro de historia real, con numerosas notas a pie de página y referencias de destacados historiadores de los siglos XX y XXI (en su mayoría ficticios).

## Ejemplos
- Historias futuras de Poul Anderson: The Psychotechnic League y Technic History
- Series Fundación, Imperio Galáctico y Robots de Isaac Asimov
- Historias futuras de Stephen Baxter: Xeelee Sequence, 1991-2018, y su colección de cuentos Evolution
- Cities in Flight de James Blish
- Novelas Humanx Commonwealth de Alan Dean Foster
- Dune de Frank Herbert
- El juego de rol Transhuman Space de Steve Jackson Games
- La serie Profesor Jameson de Neil R. Jones (1931-1989)
- La serie The History of the Galaxy de Andrey Livadny
- El dador de Lois Lowry
- La serie Cuatrocientos mil millones de estrellas de Paul J. McAuley (1988)
- Espacio conocido de Larry Niven
- La serie de novelas CoDominium de Jerry Pournelle, incluida La paja en el ojo de Dios
- La historia del futuro terrohumano de H. Beam Piper
- Revelación Espacial de Alastair Reynolds
- City de Clifford D. Simak
- Instrumentality of Mankind de Cordwainer Smith
- Last and First Men y Hacedor de estrellas de Olaf Stapledon
- Noon Universe de los hermanos Strugatski
- La serie Traición de Scott Westerfeld
- The Outward Urge de John Wyndham
- El mundo de Judge Dredd de 2000 AD
- El cuento de la criada de Margaret Atwood
- Futurama de Matt Groening

## Diferencia con la historia alternativa
Contrariamente a la historia alternativa, donde se atribuyen resultados alternativos a eventos pasados, la historia futura postula ciertos resultados a eventos en el presente y futuro del escritor.
La diferencia esencial es que el escritor de una historia alternativa está en posesión del conocimiento del resultado real de un determinado evento, y ese conocimiento influye también en la descripción del resultado alternativo del evento. En cambio, el escritor de historia futura no tiene tal conocimiento y sus obras se basan en especulaciones y predicciones vigentes en el momento de escribirlas.

## El futuro convirtiéndose en pasado
El futuro proyectado en una historia futura a menudo puede resultar tremendamente inexacto. Por ejemplo, en 1933 H. G. Wells postuló en The Shape of Things to Come una Segunda Guerra Mundial en la que la Alemania nazi y Polonia están militarmente igualadas, librando una guerra indecisa durante diez años; y a principios de la década de 1950, The Psychotechnic League, de Poul Anderson, describió un mundo que sufría una devastadora guerra nuclear en 1958, pero a principios del siglo XXI logró no solo reconstruir las ruinas de la Tierra sino también participar en una extensa colonización espacial de la Luna y varios planetas. Un escritor que tuviera conocimiento del rápido colapso de Polonia en la Segunda Guerra Mundial y de los enormes costos reales de programas espaciales mucho menos ambiciosos en un mundo mucho menos devastado probablemente no postularía tales resultados.  Otro ejemplo es 2001: Una odisea en el espacio, que se desarrolló en el futuro y presentó avances en los viajes espaciales y la habitabilidad que no han ocurrido en la escala de tiempo postulada.
Un problema con la ciencia ficción de historia futura es que caducará y será superada por los eventos históricos reales. Ejemplo de ello es la historia futura de H. Beam Piper, que incluyó una guerra nuclear en 1973, y gran parte de la historia futura de Star Trek. También la historia futura del CoDominium de Jerry Pournelle, que suponía que la Guerra Fría terminaría con Estados Unidos y la Unión Soviética estableciendo un cogobierno del mundo que duraría hasta el siglo XXII, en lugar del colapso del régimen soviético en 1991.
Hay varias maneras de abordar este problema. Una solución es cuando algunos autores sitúan sus historias en un futuro indefinido, a menudo en una sociedad donde el calendario actual se ha visto alterado debido a un colapso social o ha sufrido algún tipo de distorsión debido al impacto de la tecnología. Otra posibilidad son las historias ambientadas en un futuro muy remoto y que, si tratan la historia contemporánea del autor, lo hacen de forma esquemática (por ejemplo, la trilogía de la Fundación original de Asimov). También hay la posibilidad de historias que se sitúan en un futuro próximo pero con un explícito pasado histórico alternativo, como en la serie Engines of Light de Ken MacLeod.
En otros casos, la fusión de la historia ficticia y la historia conocida se realiza mediante un uso extensivo de la retrocontinuidad. En algunos otros casos, como en la serie de televisión Doctor Who y la ficción basada en ella, se hace mucho uso de la historia secreta, en la que los acontecimientos que tienen lugar son en gran medida secretos y desconocidos para el público en general.
Al igual que con Heinlein, algunos autores simplemente escriben una historia futura detallada y aceptan el hecho de que los acontecimientos la superarán, convirtiendo de facto la secuencia en una historia alternativa.
Por último, algunos escritores transforman formalmente sus historias futuras en historias alternativas, una vez que han sido superados por los acontecimientos. Por ejemplo, Poul Anderson inició la historia de The Psychotechnic League a principios de la década de 1950, suponiendo una guerra nuclear en 1958, que en aquel entonces era una fecha futura. Cuando se volvió a publicar en la década de 1980, se añadió un nuevo prólogo que explicaba cómo la línea de tiempo de esa historia divergió de la nuestra y condujo a la guerra.